# Cymbilaimus
A Cymbilaimus a madarak osztályának verébalakúak (Passeriformes) rendjébe és a hangyászmadárfélék (Thamnophilidae) családjába tartozó nem.

## Rendszerezésük
A nemet G. R. Gray, 1840-ben, az alábbi 2 faj tartozik ide:
- amazoni hangyászgébics (Cymbilaimus lineatus)
- Cymbilaimus sanctaemariae